# ラブロ
ラブロ（伊: Labro）は、イタリア共和国ラツィオ州リエーティ県にある、人口約350人の基礎自治体（コムーネ）。

## 地理

### 位置・広がり
リエーティ県北部のコムーネ。テルニから東南東へ14km、県都リエーティから北北西へ14kmの距離にある。

#### 隣接コムーネ
隣接するコムーネは以下の通り。括弧内のTRはテルニ県所属を示す。
- アッローネ (TR)
- コッリ・スル・ヴェリーノ
- モッロ・レアティーノ
- テルニ (TR)

### 気候分類・地震分類
ラブロにおけるイタリアの気候分類 (it) および度日は、zona E, 2508 GGである。
また、イタリアの地震リスク階級 (it) では、zona 2B (sismicità media) に分類される。